# كينيث ميتشيل
كينيث ميتشيل (بالإنجليزية: Kenneth Mitchell)‏ (و. 1974 – م) هو ممثل، من كندا، ولد في تورونتو.

## التعليم
تعلم في جامعة غويلف.

## وصلات خارجية
- كينيث ميتشيل على موقع IMDb (الإنجليزية)
- كينيث ميتشيل على موقع ألو سيني (الفرنسية)
- كينيث ميتشيل على موقع أول موفي (الإنجليزية)
- كينيث ميتشيل على موقع قاعدة بيانات الأفلام السويدية (السويدية)
- كينيث ميتشيل على موقع قاعدة بيانات الفيلم (الإنجليزية)
- كينيث ميتشيل على موقع كينوبويسك (الروسية)